# 鈴鹿市立神戸中学校
鈴鹿市立神戸中学校（すずかしりつかんべちゅうがっこう）は、三重県鈴鹿市十宮町にある公立中学校。生徒からの略称は神中

## 沿革
- 2010年 - 新校舎に移転

## 部活動

### 運動部
- 陸上競技部
- 卓球部（男子・女子）
- バレーボール部（男子・女子）
- バスケットボール部（男子・女子）
- ソフトテニス部（男子・女子）
- 剣道部
- 柔道部
- 野球部
- サッカー部
- ソフトボール部

### 文化部
- 吹奏楽部
- 美術部
- 英語部
- デジタル園芸部
- 合唱部